# Santa Maria de Merlès
Santa Maria de Merlès (spanisch Santa María de Marlés) ist ein Ort und eine Gemeinde (municipio) mit 175 Einwohnern (Stand: 2024) in der Comarca Berguedà in der Provinz Barcelona in der Autonomen Region Katalonien. Neben dem Hauptort Santa Maria de Merlès besteht die Gemeinde aus den Ortschaften Sant Martí de Merlès, Sant Miquel de Terradelles und Sant Pau de Pinós sowie der Wüstung la Molina.

## Lage
Santa Maria de Merlès liegt etwa 61 Kilometer nordnordwestlich von Barcelona in einer Höhe von etwa 530 m in den südlichen Ausläufern der Pyrenäen in der Comarca Berguedà im Norden Kataloniens.

## Bevölkerungsentwicklung
| Jahr      | 1960 | 1970 | 1981 | 1991 | 2001 | 2011 | 2021 |
| Einwohner | 569  | 509  | 305  | 200  | 156  | 172  | 181  |

## Sehenswürdigkeiten
- Burgruine von Merles
- Marienkirche
- Martinskirche
- Magdalenenkapelle

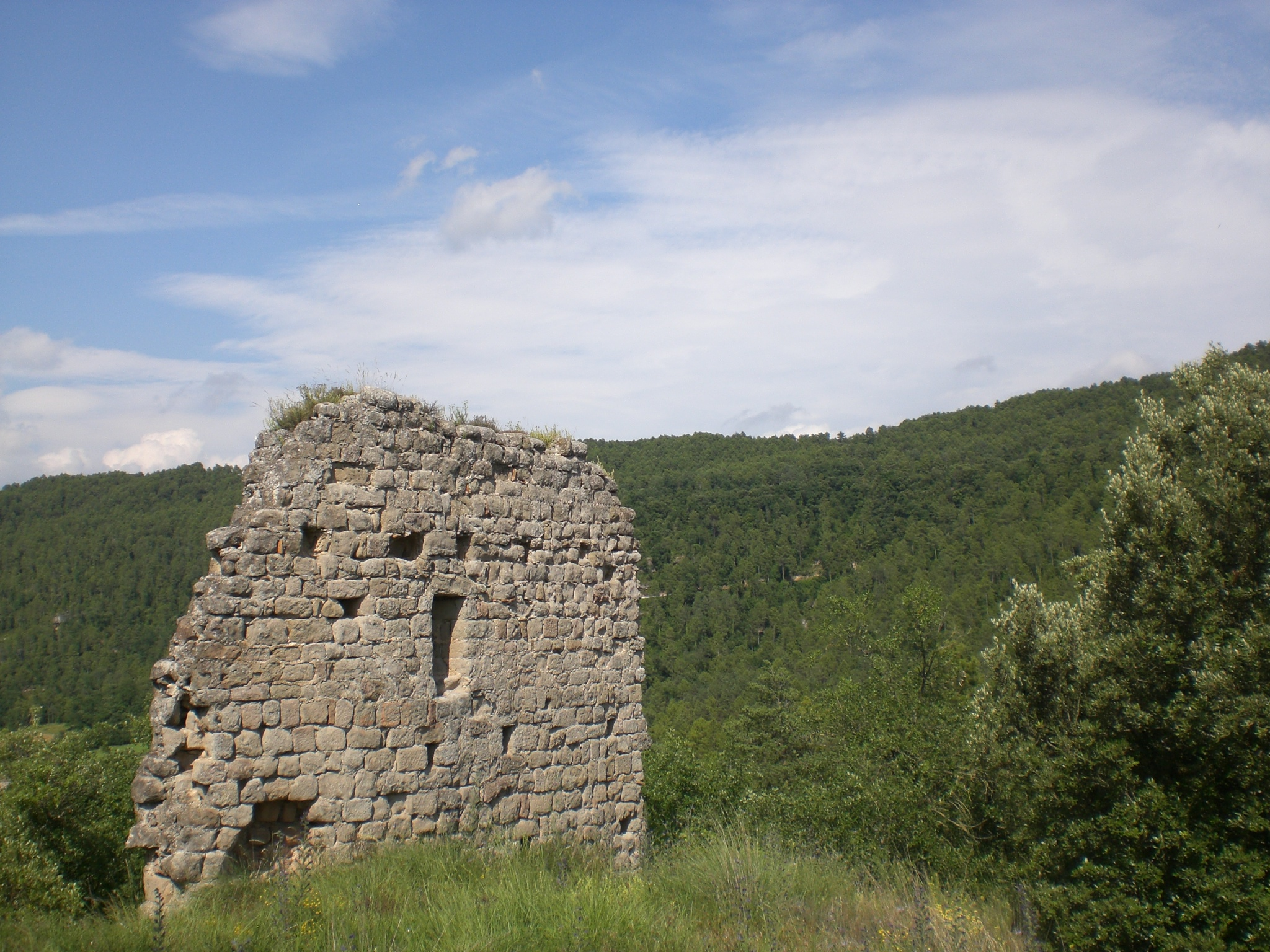
Burgreste
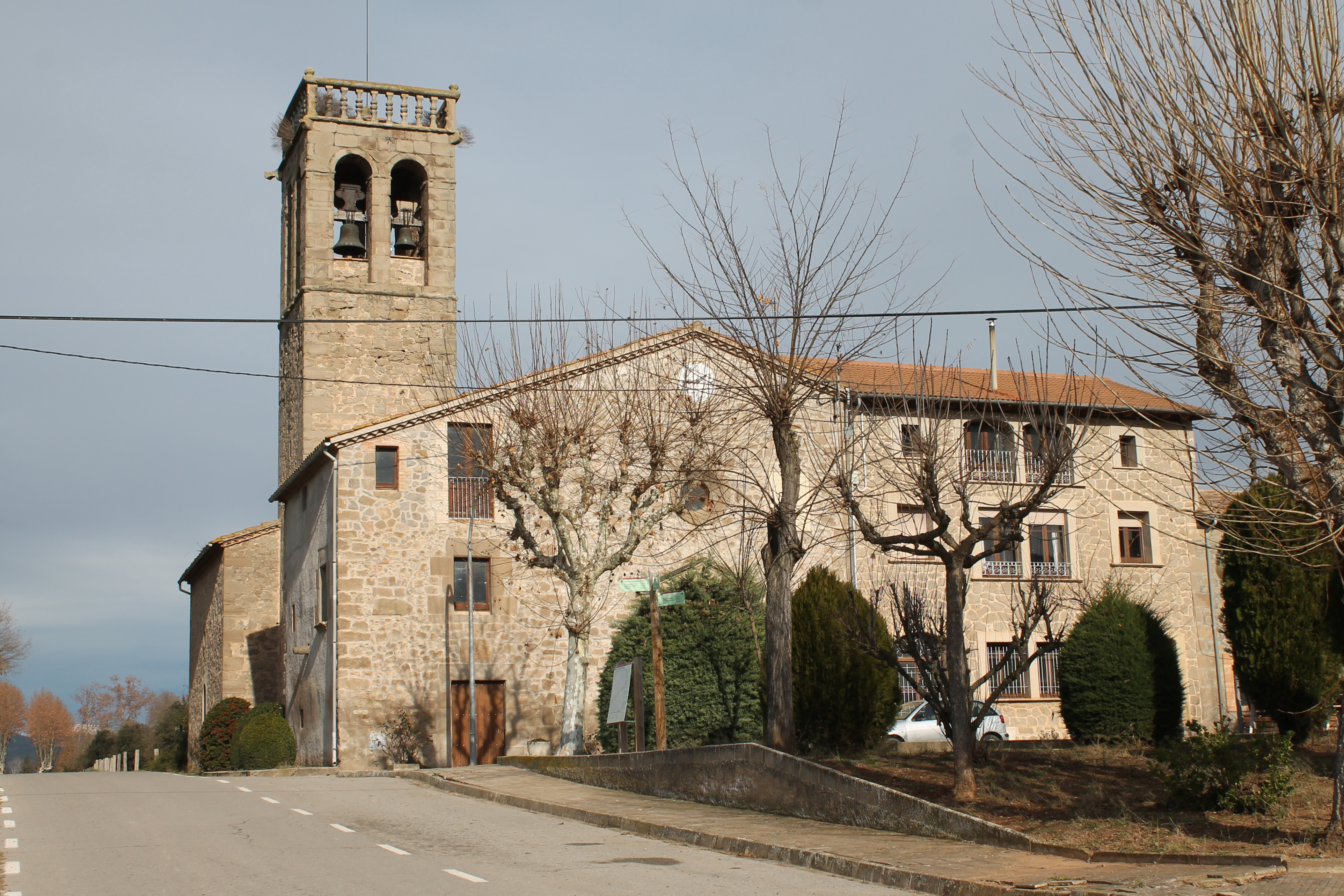
Marienkirche
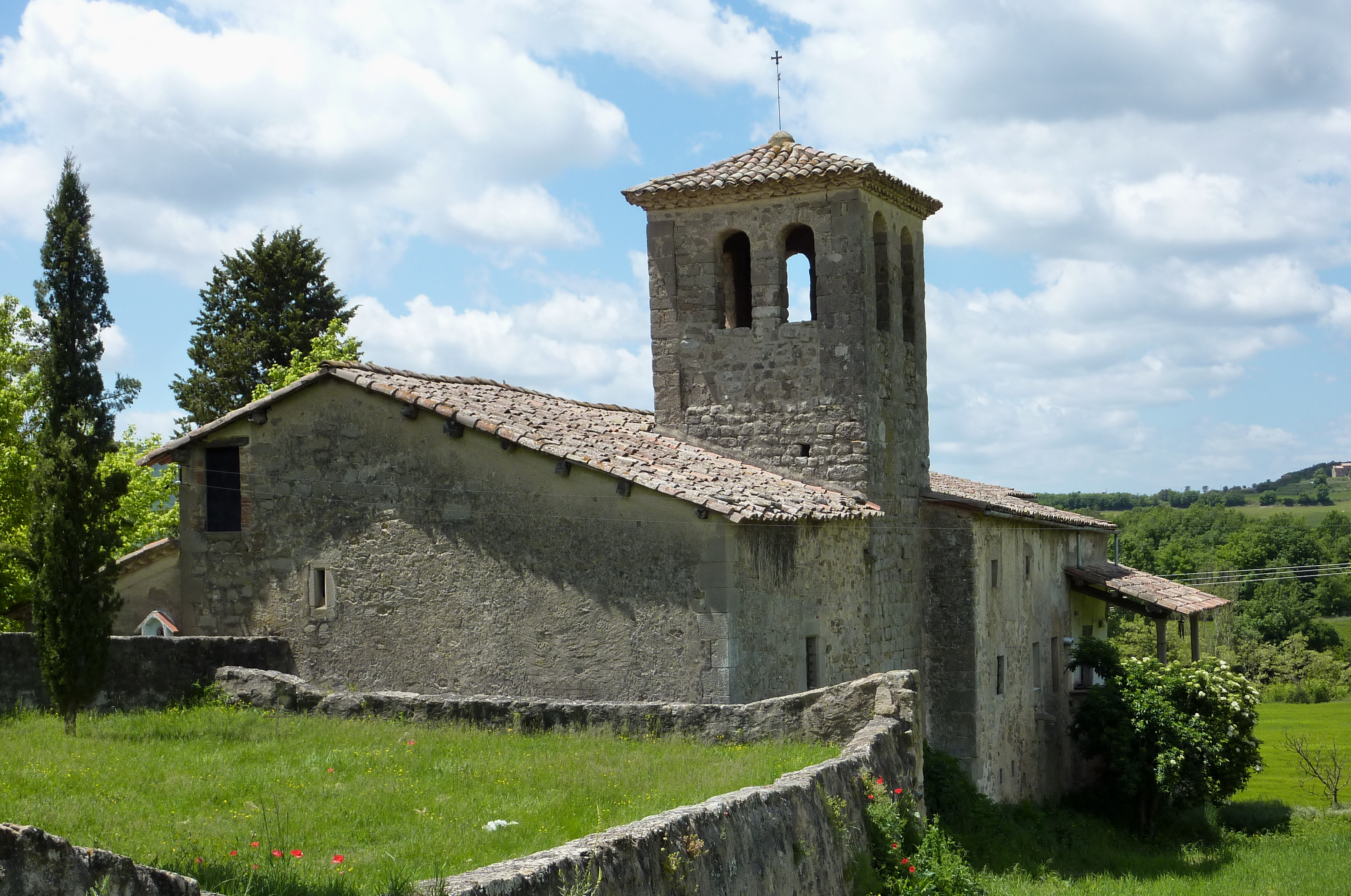
Martinskirche
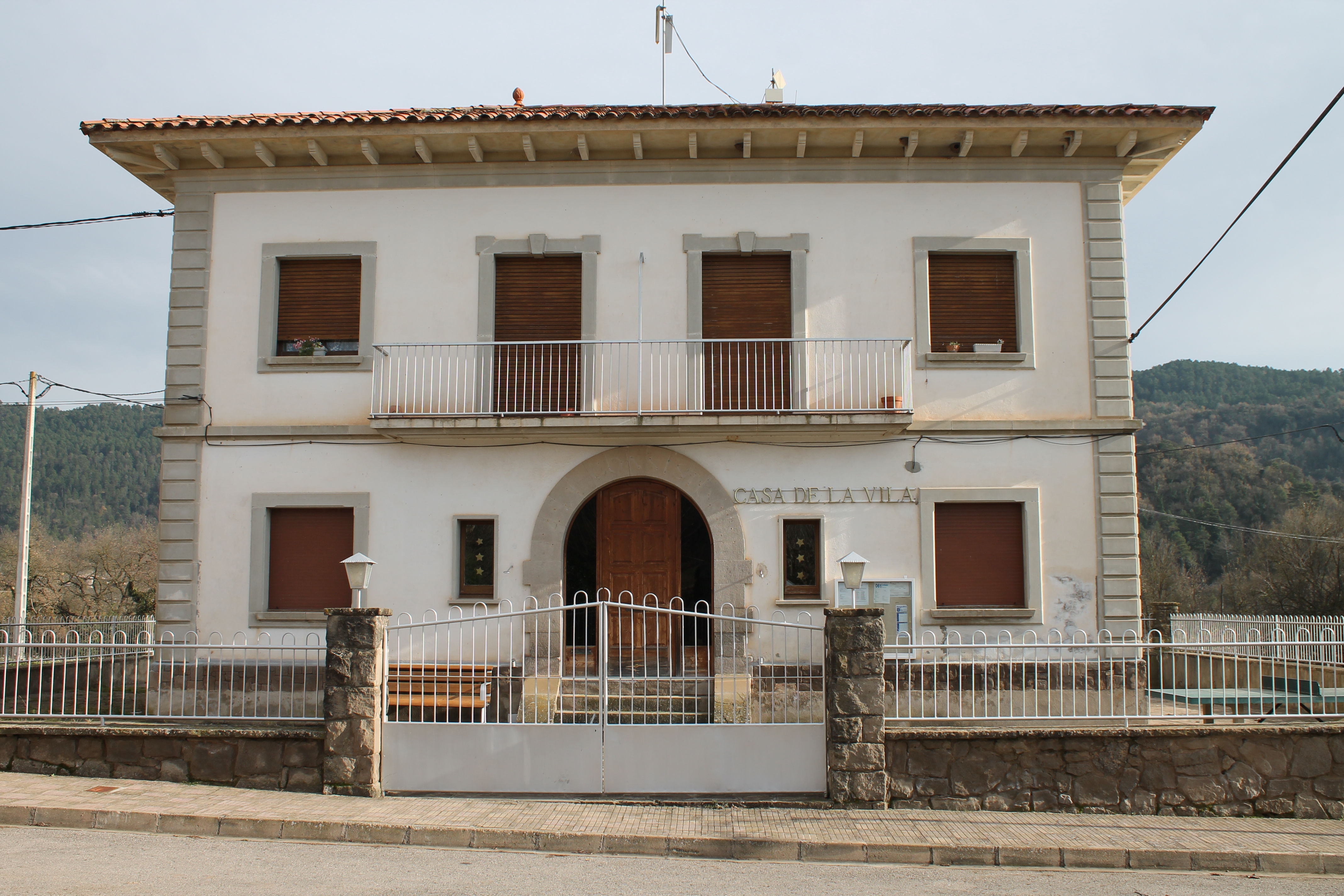
Rathaus